# José Carrilero
José Carrilero (Madrid, Espanya, 1870 - [...?]) fou un compositor i dramaturg argentí.
El 1886 abandonà els estudis de medicina, que tenia començats, i, portat per la seva afició a la música, començà a actuar com a violinista. Establert a Buenos Aires, arribà a ser director d'orquestra i es dedicà a escriure també pel teatre, sent la seva primera obra El final de Rigoletto, estrenada per Pablo Podestà a Buenos Aires el 1902; més tard aquesta obra passà a titular-se Sargento cordobés.
La seva producció fou molt fecunda, arribant fins a unes 70 obres, d'entre les quals la titulada La serenata aconseguí el primer premi en el concurs del teatre Nacional el 1911.